# Holberg Teatret
Holberg Teatret i Kalundborg er et teaterinitiativ, der blev taget i 2004. Hensigten var at etablere det som et egnsteater. Blandt initiativtagerne var skuespilleren Niels Andersen og dramaturgen Niels Damkjær. Der er etableret en bestyrelse, hvori skuespillerne Kirsten Olesen og Henrik Koefoed indgår . Desuden er der etableret en teaterforening, der hedder Holberg Teatrets Venner. 
Teatret skal have udgangspunkt i Ludvig Holbergs komedier, som skal spilles på en moderne og aktuel måde. Man vil dog også spille andet end ham. Initiativtagerne har oplyst, at de bl.a. har været inspireret af det moderne Royal Shakespeare Company i Stratford-on-Avon.
Holberg Teatret blev formelt etableret i 2006 som en videreførelse af Vandrefalken.
Holberg havde et særligt forhold til Kalundborg, for ét af hans pseudonymer – Hans Mickelsen – oplyses at være borger, poet og brygger dér, og én af hans figurer – Peder Paars – tog angiveligt på rejse fra Kalundborg til Aars (Aarhus).